# Moda punk
A moda é, junto à música, o aspecto cultural mais característico e evidente do punk. O termo moda, no entanto, não é bem aceito pela maioria dos punks e influenciados pela cultura punk pois é entendido estritamente como modismo, aceitação social, comércio e/ou mera aparência. Costuma-se empregar o termo estilo, com o significado de "roupa como afirmação pessoal" (apesar deste também ser um dos significados da palavra moda), ou mais comumente ainda o termo visual, utilizado em quase toda a cultura alternativa brasileira, não somente no meio punk.

## Características
O estilo punk pode ser reconhecido pela combinação de alguns elementos considerados típicos (alfinetes, patches, lenços no pescoço ou à mostra no bolso traseiro da calça, calças jeans rasgadas, calças pretas justas, bondage pants (calças xadrez com vários zípers nas pernas), bottons de bandas punk e de protesto, jaquetas de couro com rebites e mensagens inscritas nas costas, coturnos, tênis converse, correntes, corte de cabelo moicano, (colorido ou espetado, etc), sendo esta combinação aleatória ou de acordo com combinações comuns a certos sub-gêneros punk, ou ainda o reconhecimento pode ser pelo uso de uma aparência que seja desleixada, "artesanalmente" adaptada e que carregue alguma sugestão ou similaridade com o punk sem necessariamente utilizar os itens tradicionais do estilo.

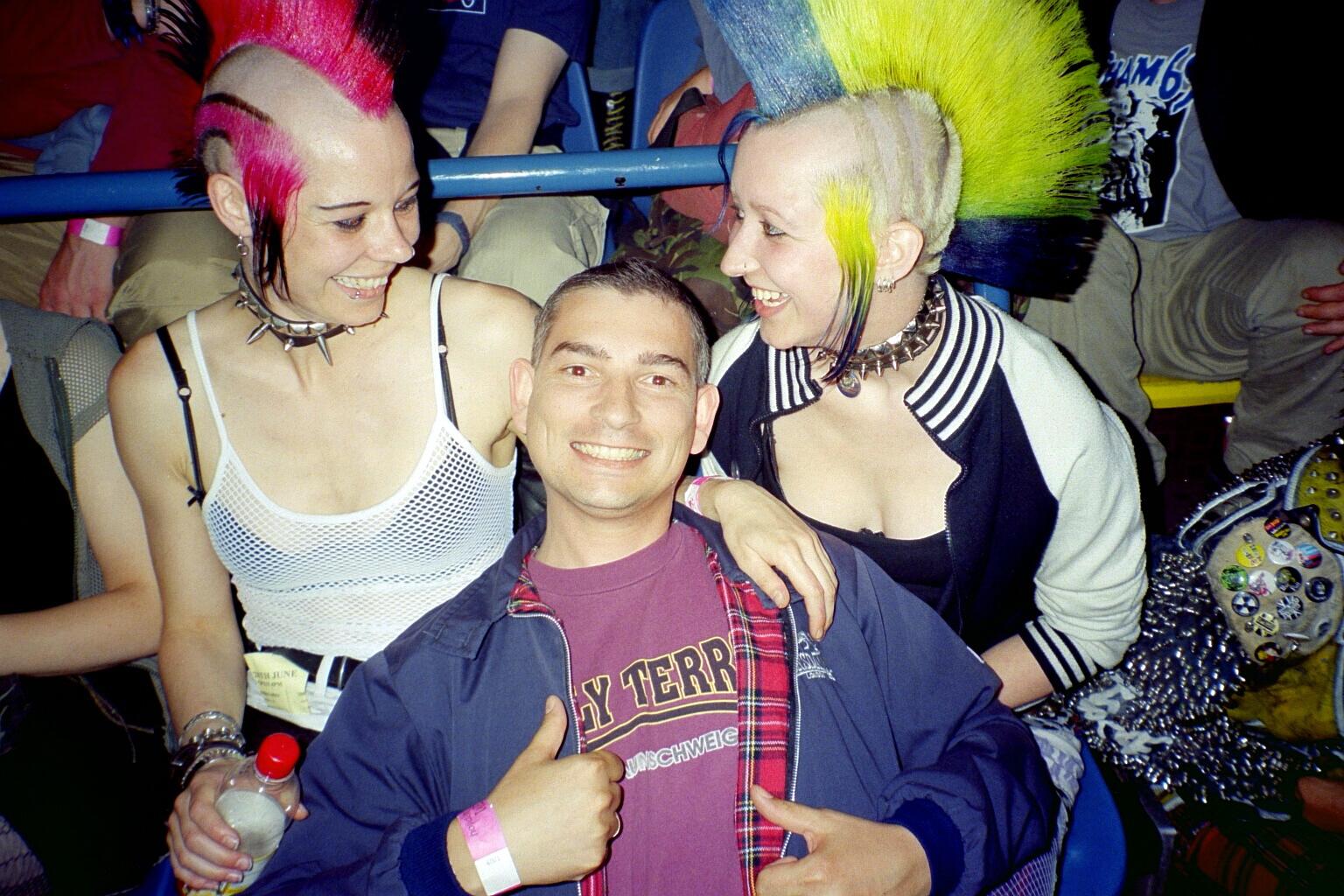
Cores e formas impactantes.

A moda punk, em sua maioria, é deliberadamente contrastante com a moda vigente e por vezes apresenta elementos contestadores ou ofensivos aos valores aceitos socialmente -no entanto um número considerável de punks e alguns sub-gêneros apresentam uma aparência menos chamativa (por exemplo o estilo tradicional hardcore). Há também indivíduos intimamente ligados a esta cultura que não têm nenhum interesse ou deliberadamente se recusam a desenvolver uma aparência punk, em geral motivados pelas diversas críticas que a moda punk recebeu durante sua história.
As variações dos elementos das roupas punk e o surgimento de ramificações de estilo estão associados, na maioria dos casos, ao surgimento de novos sub-gêneros musicais, influências ideológicas e de elementos de outras culturas que em determinados momentos dividiam mesmo espaço com o punk. A ideia popularmente difundida e equivocada de que todos os elementos do estereótipo punk foram "planejados" cuidadosamente como simbolismo da ideologia libertária/anarquista -por exemplo o coturno, originalmente trazido a cultura punk por influência da cultura skinhead, que é comumente e erroneamente justificado como símbolo de repúdio ao Exército- é com freqüência aceita entre novos punks que acabam desta forma propagando e conseqüentemente agregando pouco-a-pouco um sentido simbólico que não existia anteriormente à moda punk.
Enquanto o estilo punk desligado de um movimento costuma utilizar com liberdade os elementos, combinando peças intuitivamente  e utilizando outros itens que não fazem parte do estilo clássico, os membros dos diversos grupos do movimento punk consideram fundamental algumas combinações tradicionais de elementos, uma vez que elas identificam o grupo (e conseqüentemente a ideologia) específico que o indivíduo pertence.
Em diversos países, incluindo o Brasil, a roupa é na maioria das vezes o elemento que desencadeia as brigas de rua entre gangues, membros de grupos divergentes do movimento punk e outros movimentos que repudiam o punk. A combinação arbitrária de elementos costuma não ser bem vista por punks de gangues e sub-grupos do movimento pois é interpretada como uma demonstração de ignorância sobre os costumes, a aparência e as ideologias punk ou fruto de uma tentativa da cultura vigente se apropriar desse estilo. Este desentendimento pode culminar no desprezo, ridicularização ou hostilidade para com o indivíduo ou, nos casos dos grupos violentos, na coerção, furto de peças e agressão.

## História

### Primeiros anos

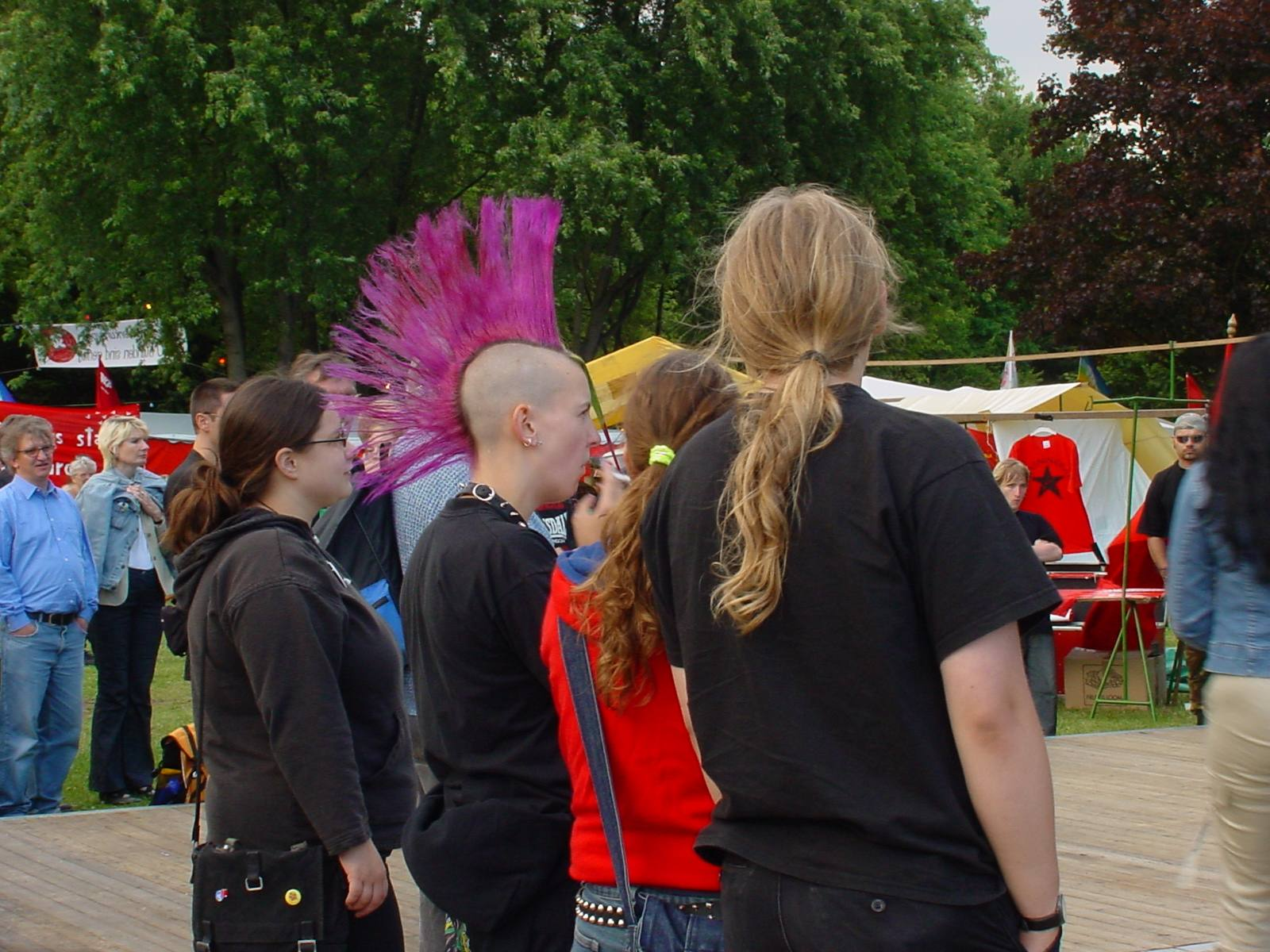
Punks em um passeio

Originalmente, fãs de punk rock vestiam-se como greasers, fãs de rockabilly dos anos 1950 e 1960, sobretudo nos Estados Unidos, ou de forma semelhante aos fãs de Glam Rock, estilo musical em voga na Inglaterra no começo dos anos 1970. O punk teve seu primeiro estilo próprio difundido com a estilista Vivienne Westwood, dona da loja de roupas Sex que abasteceu as primeiras bandas punks na Inglaterra. Suas roupas se caracterizavam pelo uso de slogans no estilo situacionista, símbolos políticos antagônicos, obscenidade, peças baseadas em roupas obscuras como camisas de forças e parafernália a partir daí a criação individual se torna a marca registrada dos punks, transformando-se mais em uma questão de estilo do que moda no sentido popular do termo. Uma das principais fontes de inspiração foi o pioneiro norte-americano Richard Hell, famoso por cortar o próprio cabelo e adaptar, de forma "artesanal", camisetas. Era comum nesta fase um corte bem curto de cabelo, tanto para mulheres quanto para homens, numa inclinação à androginia em ambos os gêneros (diferente da "feminilização" dos glam rockers, movimento com notável influência sobre os primeiros anos do punk), e utilização de elementos de várias modas juvenis de outras décadas, como o Mod e Teddy Boy, além de elementos kitsch como suéteres multicolores, boinas, bandanas, estampas falsas de pele de animal. O alfinete, utilizado como piercing, a meia arrastão, o prendedor de patches ou aleatoriamente sobre a roupa, se tornou um dos símbolos característicos do punk.

### Fim da década de 1970 e meados da década de 1980: O visual punk extremo
Após o sucesso comercial do punk rock e o surgimento dos primeiros street-punks, o caráter colorido, excêntrico e atrativo da primeira geração dá lugar ao estilo mais monocromático, opaco e agressivo. Muito influenciado pelas roupas de Sid Vicious, baixista dos Sex Pistols, que tinha a aparência semelhante aos punks norte-americanos —jaqueta de couro, camiseta e calça jeans—, o street-punk, a geração "anticomercial" do punk, adicionou a isto algumas das excentricidades do estilo tradicional britânico, como centenas de rebites, alfinetes, correntes, patches e pequenos retalhos com estampas falsas de pele de animal. Tornou-se comum também escrever mensagens como "no future" ("sem futuro") ou nomes de bandas com tinta branca nas costas das jaquetas.
Devido a difusão do estilo street-punk, o estilo original punk passou a ser imediatamente associado a new wave, que a grosso modo representou a versão comercial do punk, e pouco a pouco foi incorporando mais elementos coloridos e referências à cultura pop, abandonando o caráter ofensivo e controverso em favor de uma imagem bem humorada e caricatural. O estilo espalhafatoso do punk new wave foi muito popular (especialmente após a inauguração da MTV) e é considerado um dos símbolos pop da década de 1980.

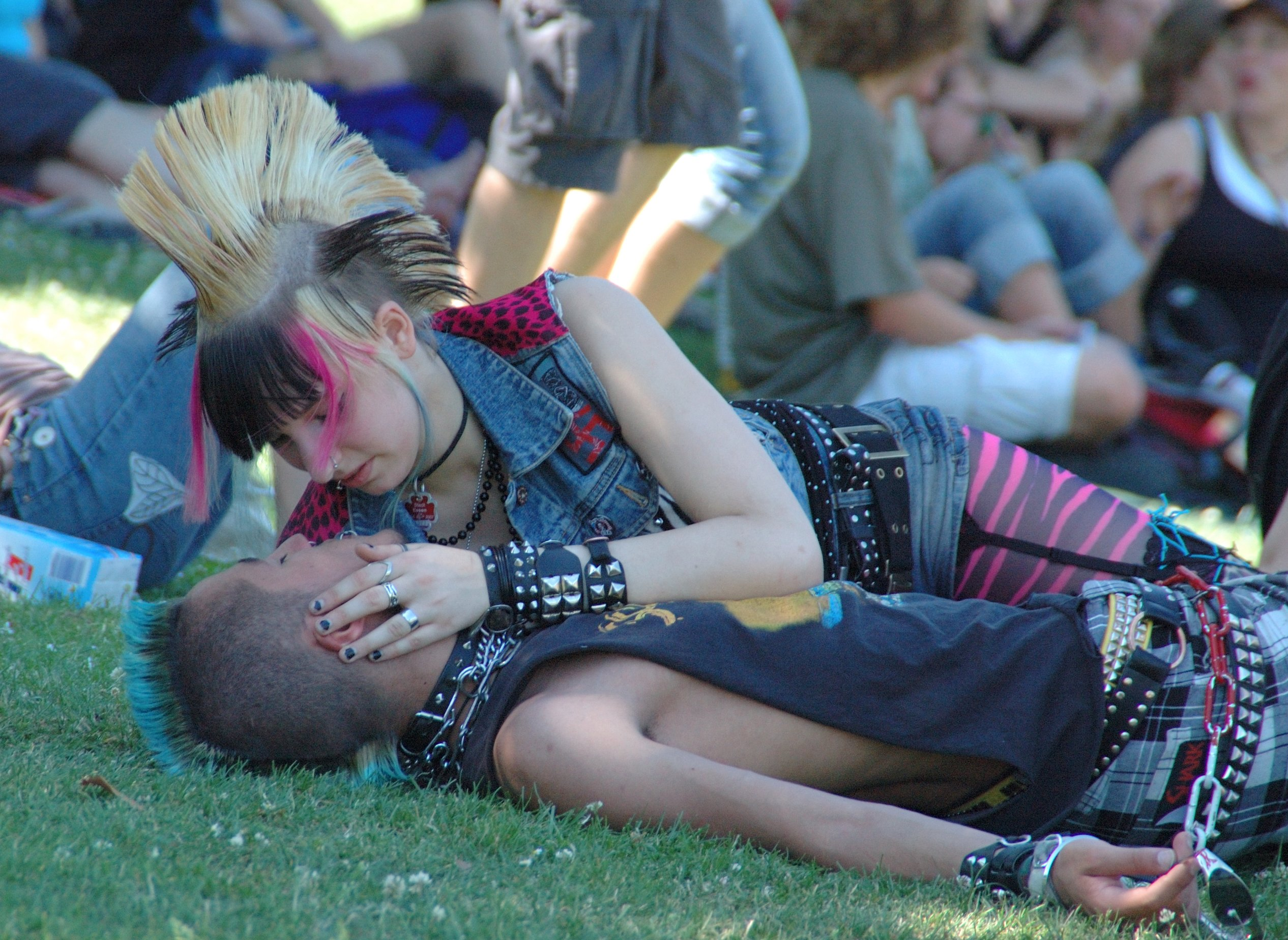
Um casal de punks em um jardim com o "visual punk extremo", que foi adotado por vários punks no início da década de 80 e é usado por muitos punks até os dias de hoje

Por volta de 1979, com o reaparecimento dos skinheads na cultura inglesa e a metamorfose do street-punk em Oi!, alguns de seus principais símbolos, o coturno, a camisa estilo pólo e os suspensórios, são absorvidos pela cultura punk. É sobre a influência dos skinheads e do hooliganismo dos fãs de Sham 69 que os punks ligados ao Oi! desenvolvem uma imagem supermasculinizada, simbolizando a violência, a virilidade e o orgulho suburbano/proletário. Este desejo de aparentar pertencer a parte suburbana, oprimida, trabalhadora e vista como heroína da revolução social, então comum entre fãs de Oi! e conhecido na época como "credibilidade de rua", teve grande impacto no estilo e levou muitos adeptos a perseguir, ridicularizar e agredir indivíduos que não correspondiam visualmente ao estilo que julgavam ser antagônico ao "estilo burguês" e típico das ruas (roupas desgastadas e que simbolizassem a virilidade e a marginalização social). Uma das bandas favoritas desta cena na época, The Exploited, popularizou, não só entre Oi!s mas no punk de forma geral, principalmente o "visual punk extremo" com tradicional corte de cabelo moicano, botas Dr. Martens, correntes, jaqueta de couro normalmente com espinhos e rebites e calça desbotada, que antes representava um elemento menor dentro do cenário punk. Muito do estilo Oi! foi influenciado por filmes de sucesso sobre violência e gangues juvenis, entre eles Laranja Mecânica, Selvagens da Noite, Quadrophenia e Taxi Driver.
Ainda em 1979, um dos veteranos do street-punk, Crass, decide abandonar a aparência tradicional punk e usar somente roupas pretas, numa inclinação a simplicidade e a uniformização, e dão início ao anarcopunk. O estilo sóbrio faz referência a total objetividade da banda, todos se vestem de forma muito parecida e a imagem de seus rostos raramente é vista em revistas e outros impressos, com a intenção de não serem vítimas do estrelato e do culto da personalidade que a indústria cultural alimentava. O desprezo pela postura típica do rock and roll somado ao estilo todo de preto da banda resultou em diversas críticas nos primeiros anos por parte dos clubes e públicos tradicionais da cena punk, sendo acusados comumente de fascistas pela aparência radicalmente diferente para a época. A cena anarcopunk cresceu em pouco tempo se tornando logo um abrigo para os mais diversos estilos emergentes. Estes estilos tiveram grande influência sobre a aparência anarcopunk (e a aparência anarcopunk sobre a moda punk em geral), notavelmente a cultura gótica e o seu interesse por maquiagem, cabelos de longo comprimento e arrepiados, imagem decadentes e sombrias. O engajamento do movimento anarcopunk na luta pelos direitos animais ajudou a tornar impopular o coturno e as jaquetas de couro, que já não eram bem vistos por alguns por se assemelharem ao estilo Oi!. O engajamento, não só neste tópico, mas também em várias outras causas anarquistas como o feminismo e o pacifismo desencadeou também o costume entre anarcos de usar camisetas e patches com stêncils de slogans políticos sarcásticos e de manter uma aparência andrógina quase assexual (ou que pelo menos não fosse reforçadora do estereótipo "macho" e nem super-sexualizada ou reforçadora do estereótipo feminino de delicadeza e fragilidade). Um interesse por elementos coloridos e excêntricos dos primeiros anos punk reaparece entre alguns anarcopunks graças a influência de bandas teatrais como Chumbawamba, revivalistas como Brigandage e Rubella Ballet e a New Wave.

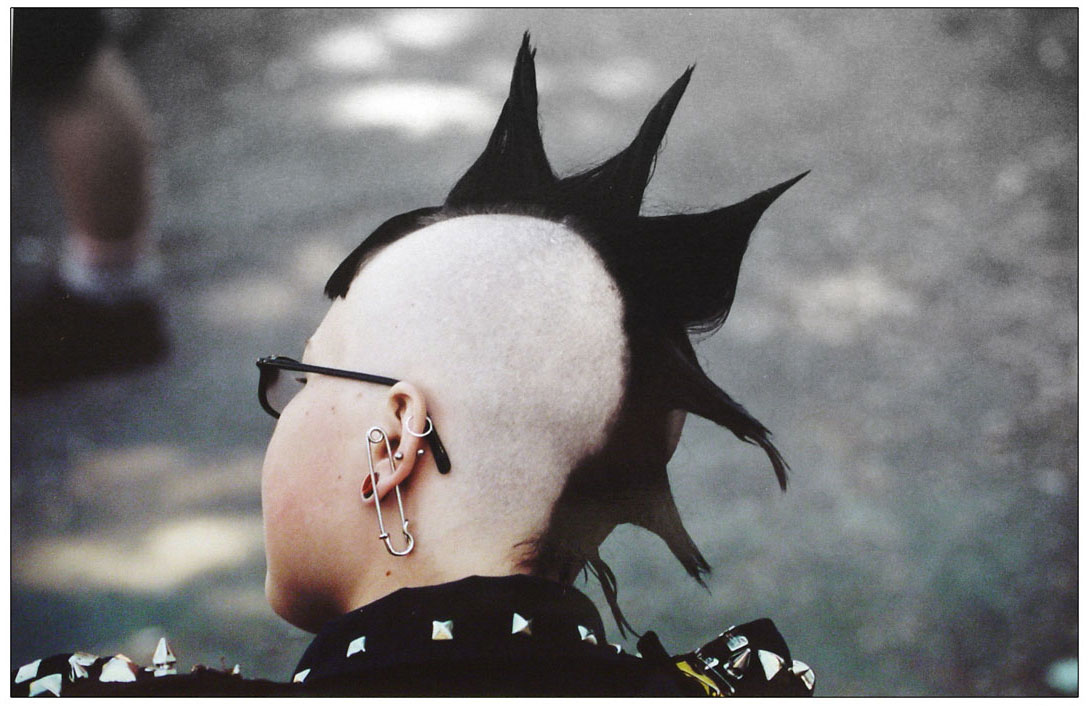
Mulher punk.

De modo geral, entre 1980 e 1984 na Inglaterra, as duas principais correntes punk foram o Oi! e o anarcopunk, que apesar de antagônicas deram origem a um grande número de punks que visualmente, e às vezes ideologicamente, assimilavam costumes de ambos movimentos. O punk de jaqueta de couro, rebites, coturno, suspensório, patches, cabelos longos ou moicano, colorido vestindo roupas pretas foi o estereótipo mais comum do punk durante a década de 1980.
Nos Estados Unidos o estilo greaser dos Ramones convivia com variações importadas da Inglaterra até o fim da década de 1970, quando, também diante da popularização do punk, o hardcore —originalmente uma ramificação anticomercial do punk norte-americano— surgiu. Em seus primeiros anos o hardcore era vagamente descritível, simbolizando mais uma atitude diante da cultura punk do que um estilo de moda ou música. Apesar disso é notável, num público formado majoritariamente por homens, a predominância da cabeça raspada e do estilo suburbano norte-americano (note que se diferencia do orgulho suburbano inglês Oi! na medida em que o subúrbio norte-americano não carrega a conotação socialista de operário-proletário e de opressão social como na Inglaterra; trata-se da imagem de tédio e marginalização cultural sugerida pela roupa padronizada) usando quase que exclusivamente uma camiseta de manga curta sem estampa e uma calça jeans, ambas visivelmente desgastadas. Pouco tempo depois, quando a cena hardcore se tornou mais claramente definida, acrescentou elementos de estilos ligados aos esportes jovens como o skate, o patins e o surf (influenciado principalmente pelo fato da cena ter se desenvolvido com maior força na região costeira dos Estados Unidos, como Los Angeles, onde estes esportes eram muito comuns): a camisa xadrez flanelada, os tênis de skatistas (sempre pretos ou marrons), a bermuda sempre em tons opacos, às vezes boné com ares de desleixo se tornam características do estilo hardcore,que repudia as roupas coladas jaquetas de couro e cabelos gritantes,adotam um estilo próximo ao hip hop suburbano . A imagem masculinizada e muitas vezes deliberadamente machista, muito forte nos primeiros anos, começa a ser combatida pela influência libertária das principais bandas. A aparência agressiva apesar disso continua acentuada — em parte pela própria natureza do estilo musical hardcore, em geral extremamente rápido e de inclinação anti-social.

### Meados da década de 1980 até o começo da década de 1990
Em meados da década de 1980 o punk alcança seu primeiro ápice nos outros países do mundo. Enquanto os países berços, Inglaterra e Estados Unidos, desenvolviam diversificações cada vez mais definidas dentro da cultura punk, as revistas de música e a mídia em geral dos outros países apresentavam de forma superficial e muitas vezes equivocadas essas várias tendências. Este material foi para a esmagadora maioria destes novos punks a única referência além dos encartes de álbuns. A partir daí um estilo se consolidou em países como Finlândia e Brasil, principalmente entre jovens da classe média-baixa das grandes cidades, caracterizado pela mistura de vários elementos visuais e ideológicos do punk norte-americano, hardcore, oi!, anarcopunk e, em menor escala, o punk inglês dos primeiros anos. O estilo era chamado simplesmente punk e era visto por muitos de seus adeptos como contrário ao então chamado "punk de boutique", "burguês ou "universitário" —em geral punks de classes mais abastadas que tinham melhor acesso às ideias e tendências estrangeiras ou então jovens que se interessavam pela moda New Wave que dominou a cultura pop dessa década.

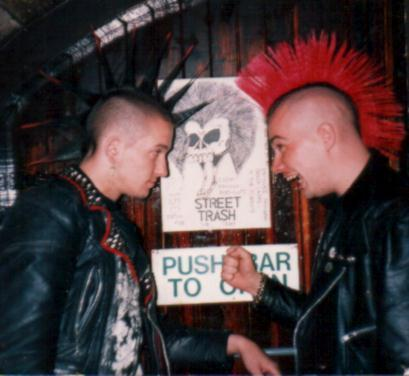
Punks cumprimentando-se

Com o impacto do fim da primeira geração anarcopunk na Inglaterra em 1984, simbolizada pela desintegração da banda ícone Crass e o fracasso da greve dos mineradores, a nova geração, sob influência de bandas/ativistas ligados a organização política Class War (em destaque o Conflict) e da visibilidade das cenas punks em diversos outros países, passa a assimilar naturalmente o estilo musical e a aparência do punk "genérico" e a desenvolver um maior interesse por uma tradição punk, em contraposição à postura antifetichista e "antipunk" do Crass. A influência do reggae, já comum na cultura punk, trouxe para o anarcopunk, principalmente nesta época, alguns elementos do Rastafari, especialmente o dreadlock (estilo de cabelo cujos fios são fundidos em várias "cordas" grossas de cabelo). O dread se tornou comum na então chamada cena crustie (não confundir com o sentido contemporâneo do termo), por volta de 1989.
No meio da década de 1980 a nova geração do heavy metal também alcançava seu ápice e acabou por fundir-se, nos Estados Unidos, com a cena Hardcore tanto musicalmente quanto na forma de se vestir. Cabelos compridos, bonés, jaquetas jeans e outros elementos comuns aos headbangers foram incorporados pelos punks (também os headbangers incorporaram elementos da cultura punk). Fora dos Estados Unidos, no entanto, a influência heavy metal dificilmente foi além do estilo musical e do design das capas de disco.

### Década de 1990 até os dias de hoje
No começo dos anos 1990 o punk encontra novamente na música pop um meio de difusão. O grunge, que nasceu no cerne da música alternativa norte-americano no fim da década de 1980, alcança o grande público com o sucesso do disco Nevermind, do Nirvana. O estilo grunge reflete muitos elementos da cena hardcore e crossover thrash original — que de fato foram grandes inspirações para os precursores do estilo: cabelos compridos, camisas xadrez flaneladas, calças jeans rasgadas e camisetas desbotadas, tudo adaptado para a temperatura baixa com a sobreposição de calças inteiras e calças rasgadas, camisetas e jaquetas sobre as camisas xadrez.
O pop-punk e o hardcore-pop de bandas como The Offspring, Green Day, Pennywise, Good Charlotte, MxPx, Blink-182 e NOFX alcançam o sucesso também no começo da década, influenciando toda uma geração com um estilo punk "esportivo" e mais polido popularmente conhecido como punk rock californiano. As roupas são associadas ao estilo jovem das costas oeste e leste norte-americanas, em especial ligadas a cultura skate e patins, como bermudas e óculos escuros mesclados com cabelos coloridos e espetados, sem o tradicional "desbotado" ou aparência desleixada da cena hardcore do começo de 1980.

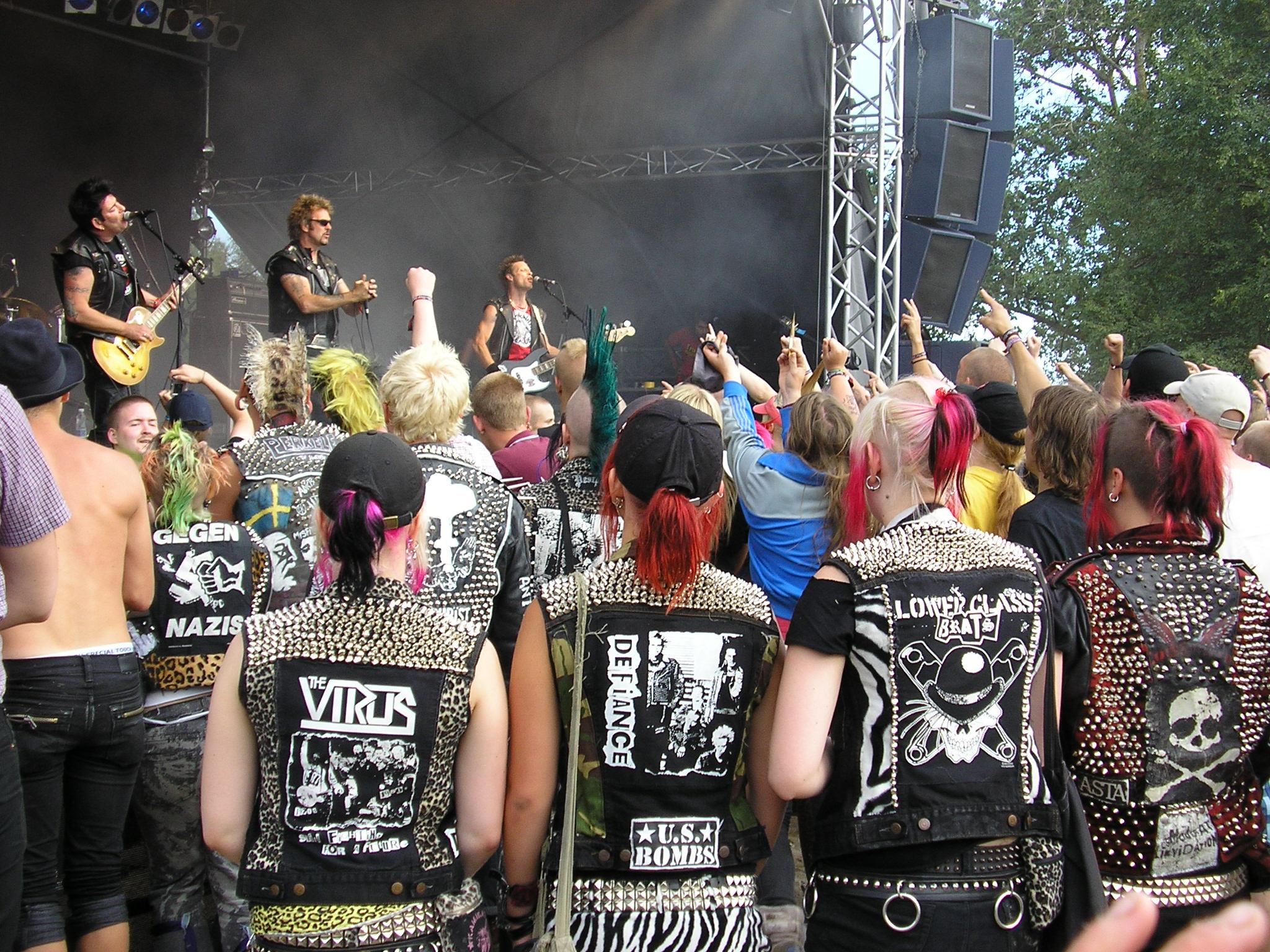
Punks em um show.

Este impulso da cultura punk, que estava condenada ao gueto da cultura alternativa no fim da década de 1980, incentivou um revivalismo punk na cultura popular que trouxe a tona vários elementos musicais e de moda das outras décadas através de bandas novas e ideologicamente descompromissadas. A aparência do pop-punk da década de 1990 é nitidamente a mais polida e bem-humorada, fazendo referências estilizadas e irônicas ao estereótipo punk. Vertentes alternativas também se desenvolvem pelo mundo durante este período fora da atenção da mídia, mas ainda assim influenciadas em algum nível pela estética pop-punk e grunge emergente, como as Riot Grrrl, o anarcopunk nos países latinos e nos Estados Unidos, o straight-edge fora da América do Norte, as novas gerações oi!, emo, hardcore entre outros.
No fim dos anos 1990 e começo de 2000 a nova geração emo se tornou a corrente predominante na cultura popular. Caracterizada por elementos de moda do pop-punk, hardcore straight-edge da década de 1990 e gótica como:
- franja comprida jogada para um lado do rosto;
- maquiagem preta reforçada nos olhos (tanto em homens quanto mulheres);
- piercing no lábio inferior;
- para as roupas admiram a cor preta (para eles significa profundidade), vermelha e branca, que podem estar sozinhas ou combinadas formando uma malha xadrez;
- tênis no estilo Mad Rats;
- acessórios multi-coloridos como munhequeiras, pulseiras, colares e etc (remetendo à infância e contrastando com a maturidade apresentada pelos itens anteriores); Ou seja, lutando por liberdade, amor, liberdade de s, demonstrando em seu rosto ar de magoado. Os emos são frequentemente odiados por punks puristas, por ser muito exposto em mtvs e por isso ter virado moda, atraindo(supostamente) muitos falsos punks para o estilo.